# Час жити
«Час жити» (англ. We Live in Time) — романтична комедія-драма 2024 року, за режисурою Джона Кроулі та сценарієм Ніка Пейна. Фільм розповідає про стосунки пари (Ендрю Гарфілд і Флоренс П'ю) протягом десяти років. Фільм використовує нелінійний наратив оповіді.
Прем'єра фільму відбулася на Міжнародному кінофестивалі в Торонто 6 вересня 2024 року, а випуск в прокат в США — 11 жовтня 2024 року, компанією A24. Його прокат у Великобританії компанією StudioCanal заплановано на 1 січня 2025 року. Фільм отримав загалом позитивні відгуки від критиків із особливою похвалою за акторську гру та зібрав 18 мільйонів доларів у прокаті.

## Сюжет
Представник «Weetabix» Тобіас Дюранд, купуючи ручку, щоб підписати документи на розлучення, які надала йому його дружина, потрапляє на дорогу, і його збиває автомобіль, за кермом якого була Альмут Брюль, колишня фігуристка, яка стала шеф-кухарем баварської їжі. У лікарні Алмут пропонує почастувати Тобіаса та його дружину в ресторані, в якому вона працює, хоча Тобіас не розповідає їй про своє розлучення. У вечір призначеної зустрічі Тобіас, тепер уже розлучений, йде до ресторану сам, повідомляючи Альмут про своє розлучення. Після вечері вони йдуть до квартири Альмут і займаються сексом. Незабаром вони починають жити один з одним.
Через кілька місяців Тобіас висловлює Алмут своє бажання створити з нею сім'ю і що він почав закохуватися в неї. Вона грубо відштовхує його, і він йде, не сказавши ні слова. Пізніше, під час дитячого свята однієї з колег Альмут, Тобіас прокрадається і просить вибачення перед Алмут за свою поспішність, критикуючи те, як вона відповіла йому перед усіма гостями. Він ще раз зізнається їй у коханні, і вони миряться.
Альмут дізнається, що у неї рак яєчника, і пояснює Тобіасу, що її гінеколог порадив їй зробити гістеректомію, щоб запобігти загостренню раку. Хоча Тобіас має намір поважати рішення Альмут, вона вирішує пройти курс лікування, доки її рак не піде на ремісію. Після численних спроб зачати дитину Тобіас і Алмут радіють, коли вона вагітніє. У новорічну ніч вона народжує дівчинку у туалеті на автозаправній станції після того, як їхня машина застрягла в пробці по дорозі до лікарні.
Приблизно через три роки Алмут, яка тепер є головним кухарем власного висококласного ресторану і переїхала з родиною в невеликий котедж і ферму, починає відчувати біль у попереку. У лікарів Алмут і Тобіас дізнаються, що її рак перейшов до 3 стадії, і що їй потрібно якнайшвидше розпочати хіміотерапію, перш ніж можна буде зробити будь-яку операцію з видалення пухлини, хоча гарантії виживання все ще немає. Альмут, не наважуючись пройти лікування знову, пропонує прожити «шість-вісім дивовижних місяців» замість того, щоб бути свої потенційні останні місяці хворою та в агонії. Вони пояснюють ситуацію своїй маленькій доньці Еллі. Після того, як Тобіас нарешті пропонує Алмут одружитися, вона вирішує пройти курс лікування.
Приблизно в той самий час, коли їй поставили діагноз, її колега Саймон запрошує Альмут взяти участь у престижному кулінарному конкурсі «Bocuse d'Or». Незважаючи на те, що її тренування суперечить як її планам лікування, так і її планам на весілля, вона погоджується змагатися; Альмут та її «комміс» Джейд перемагають у британському відборі та виходять у фінал, який відбувається в Італії, в день запланованої весільної церемонії Альмут і Тобіаса. Дізнавшись про це, Тобіас сердито дорікає їй за те, що вона віддала перевагу змаганню, а не її життю та сім'ї, і Алмут відповідає, що вона хотіла б, щоб її донька запам'ятала її як досвідченого шеф-кухаря, а не просто людину, за якою вона спостерігала, як та захворіла та померла. Він неохоче скасовує їхнє весілля і погоджується з Альмут продовжити підготовку до фіналу.
В Італії, у червні, Тобіас і Елла відвідують фінал «Bocuse d'Or» і дивляться, як Альмут готує. Коли вона стає слабшою, починаючи зволікати в кінці накриття останньої тарілки, вона дозволяє Джейду взяти контроль, і вони успішно закінчують вчасно. Після цього Альмут одразу йде з Тобіасом та їхньою донькою, і вони йдуть кататися на ковзанах на сусідній ковзанці.
Через деякий час Тобіас і Елла повертаються в дім зі свого курятника, разом зі своїм новим собакою, якого Альмут і Тобіас розглядали для Елли, щоб допомогти їй психологічно, якщо її мати помре. Тоді Тобіас навчає свою дочку, як розбивати яйце, так само, як навчала її мати.

## Акторський склад
- Ендрю Гарфілд — Тобіас Дюран[7]
- Флоренс П'ю — Альмут Брюль[8]
- Адам Джеймс[en] — Саймон Макссон
- Марама Корлетт[en] — Адрієнн Дюваль
- Іфа Гайндс — Скай
- Ніхіл Пармар[d] — Санджай
- Хізер Крейні[en] в ролі Баффі Джонс
- Дуглас Ходж[en] у ролі Реджинальда
- Лі Брайтвейт[d] в ролі Джейда
- Грейс Ділейні[d] в ролі Елли
- Емі Морган у ролі Лії
- Ніам К'юсак[en] у ролі Сільвії
- Люсі Браєрс[en] — доктор Керрі Вівер
- Роберт Боултер[en] — доктор Ернандес
- Керрі Годліман у ролі Джейн

## Виробництво
Нік Пейн розробив сценарій для Час жити разом із StudioCanal. Виконавчим продюсером фільму є Бенедикт Камбербетч для своєї лондонської компанії «SunnyMarch»; також продюсують Лія Кларк, Адам Екленд для «SunnyMarch» і Гай Хілі для «Shoebox films», а також Рон Халперн і Джо Нафталін для «StudioCanal».
У березні 2023 року Ендрю Гарфілд і Флоренс П'ю вели переговори щодо зйомок у фільмі, про що було оголошено незабаром після того, як Гарфілд і П'ю разом вручили нагороду на 95-й церемонії вручення премії «Оскар». Основні зйомки розпочалися в Лондоні в квітні 2023 року, актори та знімальна група були помічені в Хен-Хіллі. Пізніше того ж місяця їх помітили в «Co-op» в Блекфені.

### Музика
Музику до фільму продюсував Брайс Десснер. Ромі та Самфа виконали титрову пісню фільму «I'm on Your Team».

## Реліз
У травні 2023 року «A24» придбала права на розповсюдження фільму в США. «StudioCanal» здійснював продажі по всьому світу та здійснюватиме розповсюдження безпосередньо у Франції, Великій Британії, Німеччині, Польщі, Бенілюксі, Австралії та Новій Зеландії. Кадр фільму, на якому головні герої розділяють «милу сцену», стало інтернет-мемом через присутність у кадрі «потворного сидіння каруселі у формі коня».
Прем'єра «Час жити» відбулася на Міжнародному кінофестивалі в Торонто 6 вересня 2024 року. Для своєї європейської прем'єри його було обрано, щоб закрити офіційний відбір 72-го Міжнародного кінофестивалю в Сан-Себастьяні, граючи поза конкурсом. «A24» запланувала обмежений прокат фільму в США на 11 жовтня 2024 року та широкий прокат на 18 жовтня 2024 року. Фільм вийде в прокат у Великобританії та Ірландії 1 січня 2025 року. «Beta Fiction» випустить фільм в кінотеатрах Іспанії 3 січня 2025 року.

## Сприйняття

### Касові збори
Станом на 15 листопада 2024 року Час жити зібрав 23,1 мільйона доларів у Сполучених Штатах і Канаді та 4,8 мільйона доларів на інших територіях, що становить у всьому світі 29 мільйонів доларів.
За обмежені прем'єрні вихідні в Сполучених Штатах і Канаді фільм заробив 232 615 доларів у п'яти кінотеатрах, в середньому 46 523 долари на кінотеатр. Розширившись до 985 кінотеатрів наступного уїк-енду, фільм заробив 4,2 мільйона доларів, посівши п'яте місце. Показуючись у 2924 кінотеатрах у третій вікенд, фільм заробив 4,8 мільйона доларів і залишився на п'ятому місці. Потім фільм заробив 3,5 мільйона доларів і 2,2 мільйона доларів за четвертий і п'ятий вікенди відповідно.

### Критика
На веб-сайті агрегатора рецензій Rotten Tomatoes 78 % із 156 відгуків критиків є позитивними із середнім рейтингом 7,1/10. Консенсус веб-сайту гласить: «Відчутна хімія Ендрю Гарфілда та Флоренс П'ю захопить серця глядачів, перш ніж розбити їх у „Час жити“, потужній мелодрамі, яка використовує свою нелінійну структуру для вдумливого дослідження горя». Metacritic, який використовує середньозважену оцінку, поставив фільму оцінку 58 зі 100 на основі 38 критиків, вказуючи на «змішані або посередні» рецензії. Глядачі, опитані PostTrak, дали фільму загальну позитивну оцінку на 83 %, причому 63 % сказали, що однозначно рекомендують його.
Бенджамін Лі для «The Guardian» дав фільму 4 зірки з 5 і написав: «Я вважаю, що його ретроспективна природа надзвичайно чарівна, велика, насичена романтична драма, яка точно знає, як змусити нас омлівати, а також змусити нас сумувати. Сподіваюся, буде час на більше подібного».
У своїй рецензії для «The New York Times» Манола Даргіс похвалила персонажа Альмут та гру П'ю, але вважала, що фільм лише «намагався бути сучасним».
Бріанна Зіглер, пишучи для «The A.V. Club» назвала фільм «невигадливим і дивно регресивним» і висловила думку, що Гарфілд і П'ю, хоч і «симпатичні та милі», також були «тонкими» та «нудними», і не були переконливими в зображенні стосунків своїх героїв. Зіглер також не вважала рішення Альмут щодо її раку та материнства правдоподібними.
Брайан Таллеріко з «RogerEbert.com», який дав фільму 3 зірки з 4-х, сказав, що П'ю та Гарфілд покращили те, що в іншому випадку було б поверхневим сценарієм, і виділив Гарфілда за видатну гру. Стосовно нелінійного наративу, Таллеріко вважав, що хоча на перший погляд він виглядає випадковим, при ближчому розгляді він демонструє «емоційну логіку» таким чином, що нагадує, як людина може згадувати ключові моменти свого життя, коли справа доходить до кінця. Таллеріко не був упевнений, чи не було надто багато стрибків у часі, коментуючи: «Хронологічна плутанина буде останньою краплею для деяких людей, які люблять свої плаксиві фільми прямолінійними», але припустив, що складність роботи з цією структурою — це те, що в першу чергу привернуло увагу акторів до проекту.
Рецензуючи фільм для «Variety», Пітер Дебрюгге вважав, що послідовність, у якій розташовувалися сцени, була довільною та таким чином, що ускладнювала відображення нелінійної оповіді. Дебрюгге цікавився, чи існує «спосіб розшифрувати» фільм. Гленн Віпп з «Los Angeles Times» так само оцінив послідовність сцен, яка, на його думку, не підносить концепцію фільму. У той час як Віпп хвалив П'ю та Гарфілда, він відчував, що реалізація нелінійної структури у фільмі дистанціювала глядачів від двох виконавців, перетворюючи Альмут та Тобіаса на концепції, а не персонажі.